# Скарбниця Національного музею історії України
Скарбн́иця Націон́ального муз́ею іст́орії Украї́ни (раніше Музей історичних коштовностей України) — музей, що є філією Національного музею історії України. Тематика експозиції — історичні і мистецькі пам'ятки з дорогоцінних металів та коштовного каміння. Знаходиться на території Національного заповідника «Києво-Печерська лавра».

## Історія
Філія створена за урядовим наказом від 1963 року під назвою «Золота комора» як відділ Державного історичного музею УРСР. Початкову колекцію було створено відповідно до наказу передати з двадцяти музейних установ вироби з дорогоцінних металів і коштовного каміння. Під новостворений музейний заклад було пристосовано корпус № 12 (Ковнірівський корпус) на території Державного заповідника «Києво-Печерська Лавра», колишня монастирська пекарня й книжковий магазин.
Філію відкрили для відвідувачів 4 січня 1969 року.
Окрім переданих експонатів з музеїв, важливим внеском до створення Музею історичних коштовностей стали колекції знахідок (загалом понад 30.000 одиниць), що надійшли з Інституту археології АН УРСР.
У 2004 році був проведений ремонт й оновлена експозиція. Була капітально відремонтована будівля, філія одержала сучасне експозиційне та фондове обладнання..
16 листопада 2015 колектив філії публічно висловив незгоду з наказами і новою структурою НМІУ, а також ліквідацією статусу колекції МІКУ, і вважав, що рішення тогочасного директора НМІУ Тетяни Сосновської є помилковими і можуть призвести до невідворотних наслідків.
У 2021 році філія була перейменована з «Музей історичних коштовностей України» на «Скарбниця Національного музею історії України».

### Російсько-українська війна
Після початку великого військового вторгнення Росії в Україну 24 лютого 2022 року, постійна музейна експозиція та тимчасові виставки були демонтовані, музейні артефакти переміщенні до безпечного місця. За час воєнного стану в Україні у Скарбниці відкрилася низка тимчасових виставок. У квітні 2023 року діяло три з них: «Європейська Україна. Доба Мазепи», «Збережено в Україні», виставка про традиційну культуру кримських татар «Miras. Спадщина».
28 листопада 2023 р. у Скарбниці презентували ЗМІ експонати з чотирьох музеїв окупованого Криму, які були представлені на виставці «Крим — золотий острів у Чорному морі» в Амстердамі, та повернулися до України напередодні, після майже 10-річної судової тяганини між Україною та Росією. Україні повернули 565 експонатів, серед них були античні скульптури, скіфські та сарматські прикраси, китайські лакові шкатулки, яким близько двох тисяч років та багато іншого.

## Будівля
Філія займає споруду XVIII століття, колишню монастирську пекарню, побудовану за проєктом українського архітектора Степана Ковніра.
Ковнір працював у монастирі майже 40 років і це одна з оригінальних споруд будівничого, що навчався не в академії, а під час будівництва. На відміну від Йогана Шеделя, мистецької освіти в Європі отримати не міг. Тим більша вартість участі Ковніра в побудові лаврської дзвіниці, Кловського палацу та інших.

## Колекція

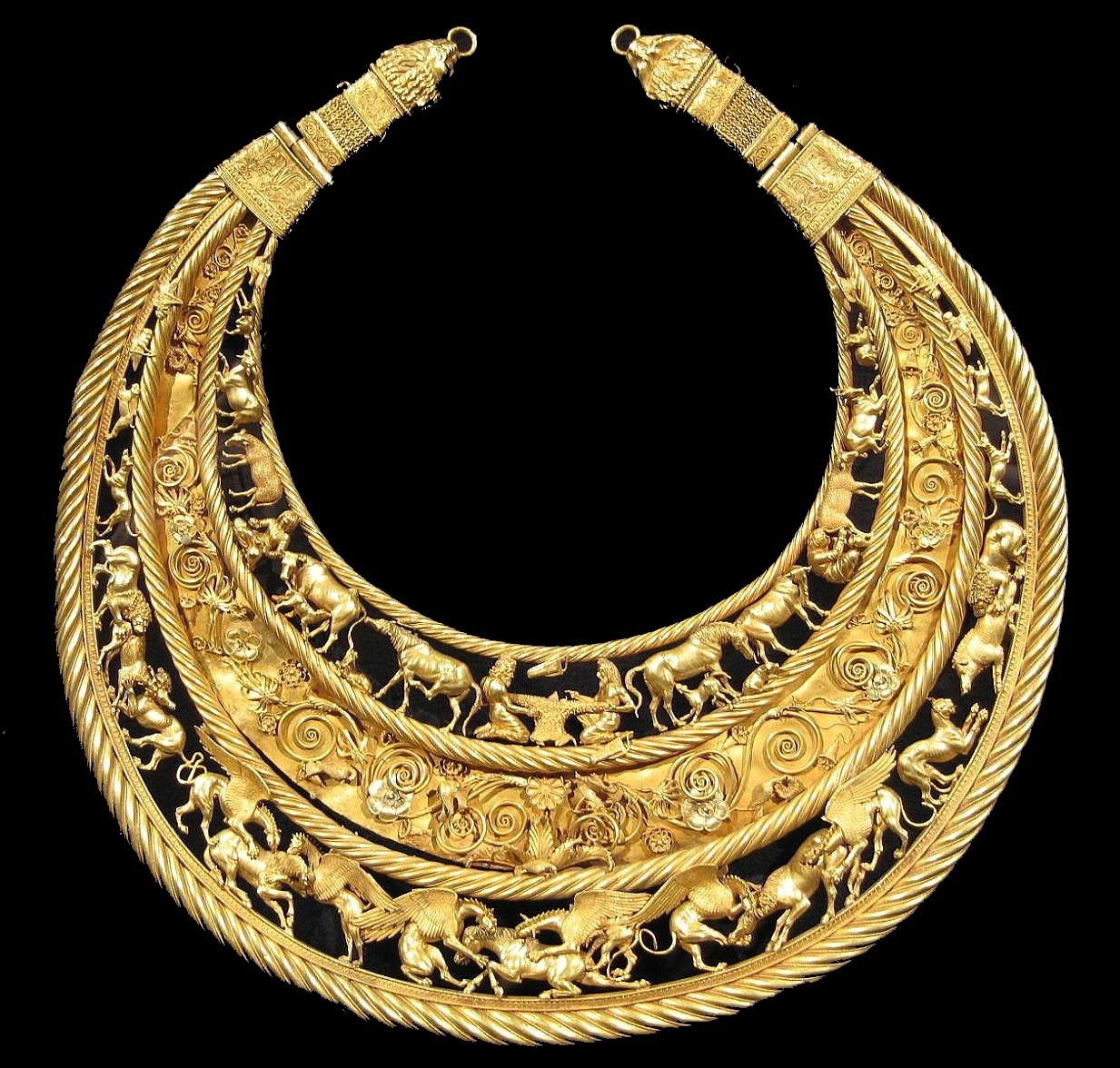
Скіфська пектораль з Товстої могили

Фонд нараховує понад 56 тисяч предметів археології та ужиткового мистецтва з дорогоцінних металів та коштовного каміння. Експонати є своєрідним коштовним літописом України від епохи бронзи й античності до сучасності.
Експозиція виставлена в дев'яти залах за історико-хронологічним принципом.
- Мистецтво Стародавньої Греції репрезентують витвори мистецтва ювелірів і ремісників. Це не обов'язково речі з золота чи срібла. Античні вази з бронзи, які зберігає музей (знайдені в сучасній Черкаській області) мають таке ж значення для науковців і історії, як і уславлена золота пектораль з Товстої Могили. А музей має, наприклад, горельєфне зображення Афіни Паллади століття до н. е., часу побудови Парфенону і правління Перікла.

- Особливістю доби були замови скіфських володарів давньогрецьким ювелірам. Саме для них створені пектораль з Товстої Могили, срібні вази зі сценами побуту вельможного скіфа (IV століття до н. е.), знайдені в сучасній Дніпропетровській області.

- Надзвичайно мала збереженість ювелірних виробів доби Київської Русі. Музей експонує цікавий зразок домонгольської срібної вази, карбованої у високому рельєфі з визолоченням і черненням. Сюжет біблійний — цар Давид грає на арфі, поряд красуня Вірсавія в оточенні птахів і тварин (знайдена в Чернігові). До цього ж періоду відносяться жіноча діадема і золоті колти (скроневі сережки), знайденні під час археологічних розкопок в місті Київ.

- Добу XVII століття й українського бароко представляють золоті і срібні оклади Євангелія, срібний посуд ювеліра Івана Равича XVIII ст, зразків творів якого одиниці на теренах України. Ювеліри багато працювали за замовленням церковних ієрархів і православної церкви, могутнього феодала тих часів. В музеї можна бачити посохи пастирів, чаші для причастя, церковне вбрання з коштовних тканин, прикрашене перлами і коштовним камінням. До шедеврів збірки належать ювелірні вироби українських і вірменських майстрів XVIII століття з використанням сканих візерунків.

До рідкісних зразків барокового золотарства початку XVIII ст. належать шати (золоті ризи) до ікони Дігтярівської Божої матері. Вони створені коштом гетьмана Івана Мазепи, де колись був і герб гетьмана у нижній частині риз.
До творів іноземних майстрів відносяться піхви кинджалу, оздоблена слоновою кісткою і коштовним камінням (Іран, XVIII ст.), ваза в техніці емалі (Московія, XVII ст.), жіночі прикраси майстрів Бухари XVII ст.

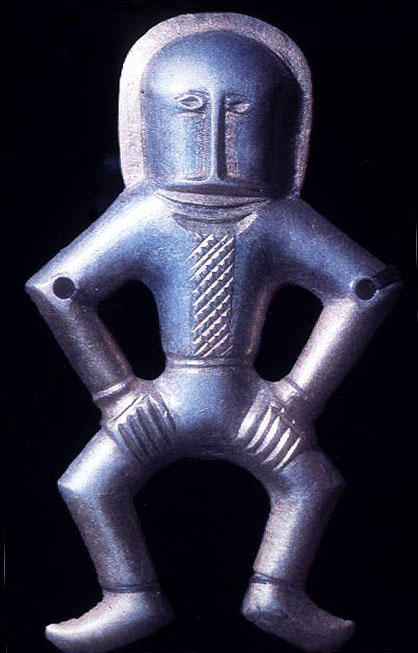
Срібна пластина із Мартинівського скарбу VI-VII ст. н. е. Знайдена поблизу с. Мартинівка сучасної Черкаської області
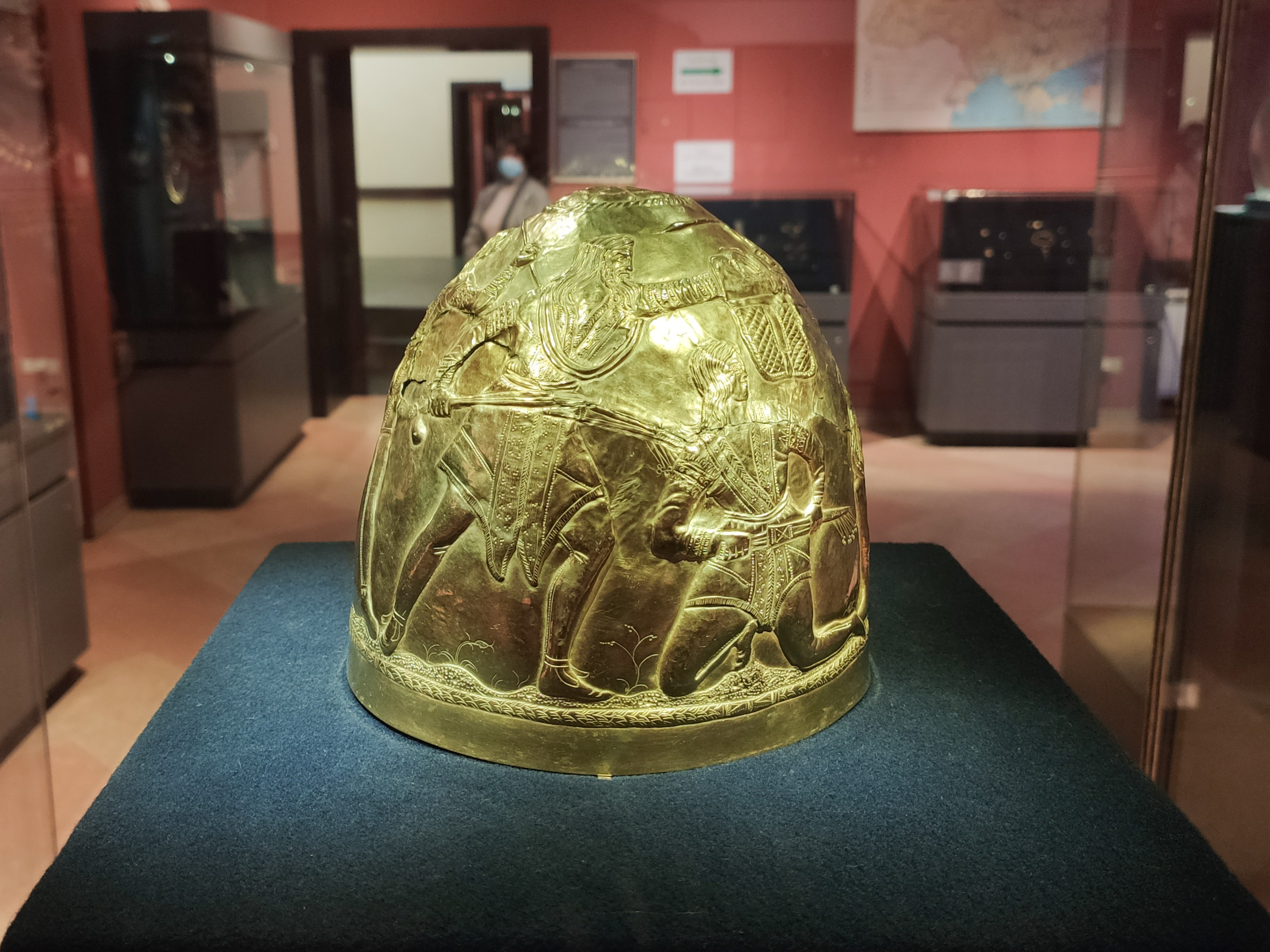
Золотий ритуальний предмет із зображеннями скіфів. IV ст. до н. е. Знайдений у 1988 р. в кургані Передерієва Могила поблизу села Зрубне Донецької області
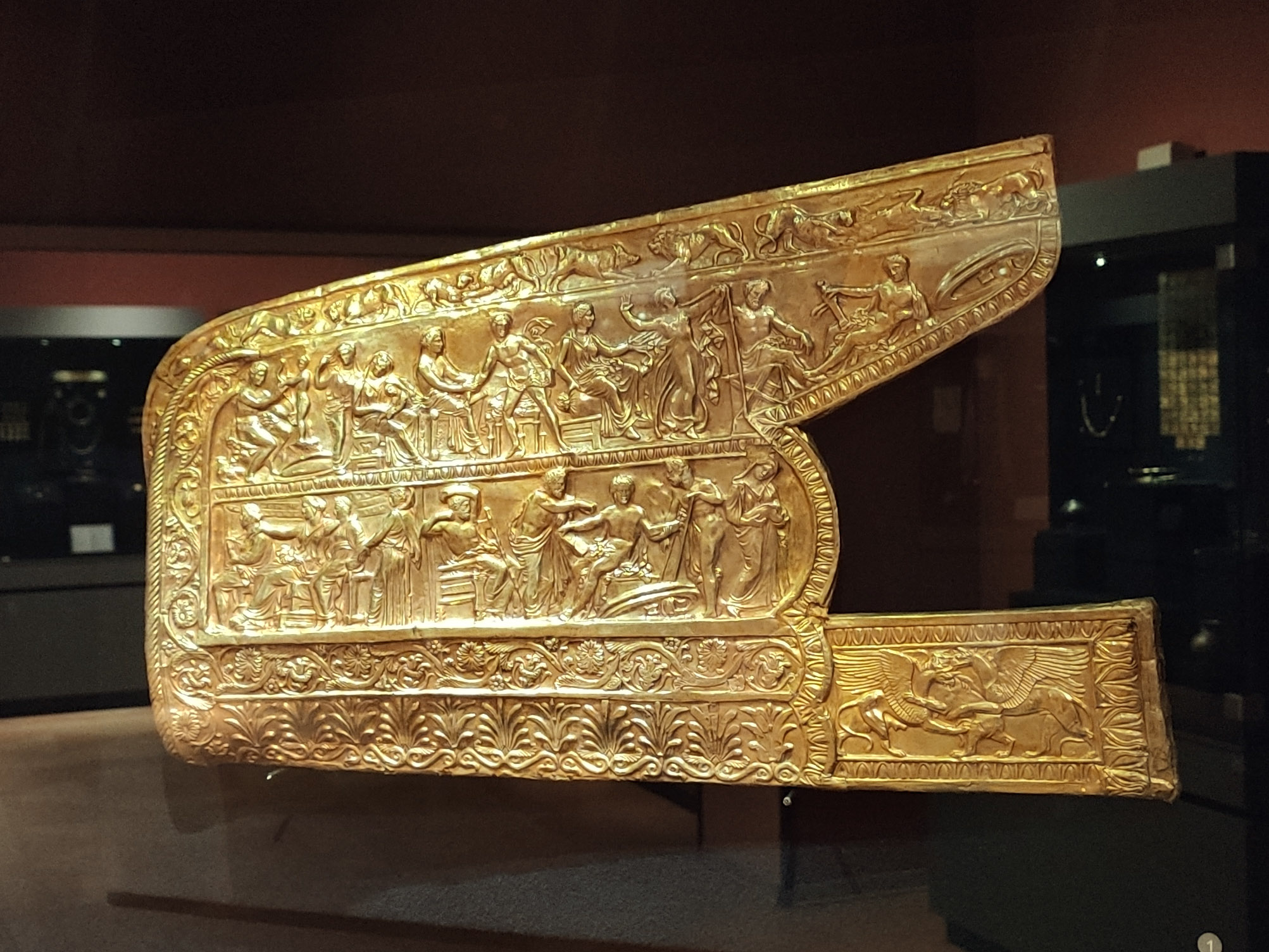
Золота оббивка скіфського горита IV ст. до н.е. Знайдений у 1954 році в Мелітопольському кургані Запорізької області
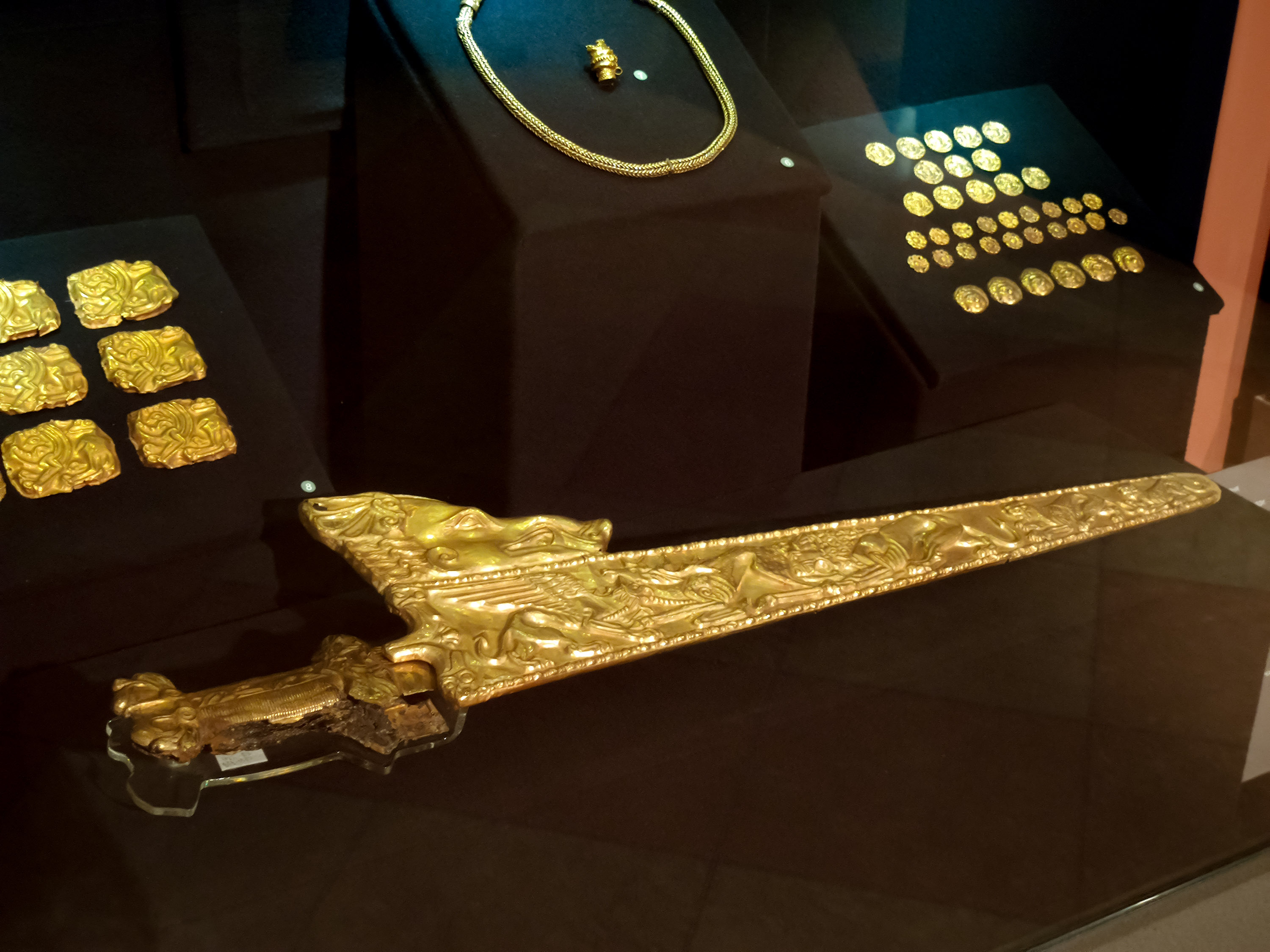
Скіфський меч і золота оббивка піхов IV ст. до н.е. Знайдений у 1979 р. в кургані № 30 поблизу с. Велика Білозерка Запорізької області

## Наукова робота
Наукова робота є одним з основних напрямків діяльності музею. У Скарбниці Національного музею історії України щороку проходить спеціалізована наукова конференція «Ювелірне мистецтво — погляд крізь віки».

## Відвідування
Адреса музею: 01015, Київ, вул. Лаврська, 9, корпус 12.
Музей працює з вівторка до неділі — з 10:00 до 17:45 (каса працює до 17:30). Вихідний день — понеділок. Остання п'ятниця місяця після 14:00 — санітарний день.
Перший вівторок місяця — вхід безкоштовний, але екскурсійне обслуговування платне.